# John Millman
John Millman (født 14. juni 1989 i Brisbane, Australien) er en professionel tennisspiller fra Australien.